# Округ Џонсон (Мисури)
Округ Џонсон (енгл. Johnson County) је округ у америчкој савезној држави Мисури.

## Демографија
По попису из 2010. године број становника је 52.595, што је 4.337 (9,0%) становника више него 2000. године.
| Група             | 2000.          | 2010.          |
| Белци             | 42.803 (88,7%) | 46.367 (88,2%) |
| Афроамериканци    | 2.089 (4,3%)   | 2.279 (4,3%)   |
| Азијати           | 692 (1,4%)     | 802 (1,5%)     |
| Хиспаноамериканци | 1.407 (2,9%)   | 1.611 (3,1%)   |
| Укупно            | 48.258         | 52.595         |